# Championnat d'Écosse de football 1959-1960
Navigation
Édition précédente Édition suivante
La 63e édition du championnat d'Écosse de football est remportée par le Heart of Midlothian. C’est le 4e titre de champion du club d’Édimbourg. Hearts l’emporte avec 4 points d’avance sur Kilmarnock FC. Le Rangers FC complète le podium.
Le système de promotion/relégation reste en place: descente et montée automatique, sans matchs de barrage pour les deux derniers de première division et les deux premiers de deuxième division. Arbroath FC et Stirling Albion FC descendent en deuxième division. Ils sont remplacés pour la saison 1960/61 par Saint Johnstone et Dundee United.
Avec 42 buts marqués  en 34 matchs,  Joe Baker de Hibernian FC remporte pour la deuxième fois consécutive le classement des meilleurs buteurs du championnat.

## Les clubs de l'édition 1959-1960
| \| Aberdeen FC Glasgow · Celtic - Rangers - Partick Thistle Dundee FC Édimbourg · Heart - Hibernian Clyde FC Motherwell FC Kilmarnock FC Saint Mirren Airdrieonians Fife : Dunfermline-Stirling Alb.-Raith Rovers Arbroath FC Ayr United \| Localisation des clubs engagés dans le championnat. |
| Aberdeen FC Glasgow · Celtic - Rangers - Partick Thistle Dundee FC Édimbourg · Heart - Hibernian Clyde FC Motherwell FC Kilmarnock FC Saint Mirren Airdrieonians Fife : Dunfermline-Stirling Alb.-Raith Rovers Arbroath FC Ayr United                                                           |

| Club                               | Ville       |
| ---------------------------------- | ----------- |
| Aberdeen Football Club             | Aberdeen    |
| Airdrieonians Football Club        | Airdrie     |
| Arbroath Football Club             | Arbroath    |
| Ayr United Football Club           | Ayr         |
| Celtic Football Club               | Glasgow     |
| Clyde Football Club                | Glasgow     |
| Dundee Football Club               | Dundee      |
| Dunfermline Athletic Football Club | Dunfermline |
| Heart of Midlothian Football Club  | Édimbourg   |
| Hibernian Football Club            | Leith       |
| Kilmarnock Football Club           | Kilmarnock  |
| Motherwell Football Club           | Motherwell  |
| Partick Thistle Football Club      | Glasgow     |
| Raith Rovers Football Club         | Kirkcaldy   |
| Rangers Football Club              | Glasgow     |
| Saint Mirren Football Club         | Paisley     |
| Stirling Albion Football Club      | Stirling    |
| Third Lanark Athletic Club         | Glasgow     |

## Compétition

### Classement
Le classement est établi sur le barème de points classique (victoire à 2 points, match nul à 1, défaite à 0).
| Rang | Équipe               | Pts | J  | G  | N  | P  | Bp  | Bc  | Diff |
| ---- | -------------------- | --- | -- | -- | -- | -- | --- | --- | ---- |
| 1    | Heart of Midlothian  | 54  | 34 | 23 | 8  | 3  | 102 | 51  | +51  |
| 2    | Kilmarnock FC        | 50  | 34 | 24 | 2  | 8  | 67  | 45  | +22  |
| 3    | Rangers FC T + C     | 42  | 34 | 17 | 8  | 9  | 72  | 38  | +34  |
| 4    | Dundee FC            | 42  | 34 | 16 | 10 | 8  | 70  | 49  | +21  |
| 5    | Motherwell FC        | 40  | 34 | 16 | 8  | 10 | 71  | 61  | +10  |
| 6    | Clyde FC             | 39  | 34 | 15 | 9  | 10 | 77  | 69  | +8   |
| 7    | Hibernian FC         | 35  | 34 | 14 | 7  | 13 | 106 | 85  | +21  |
| 8    | Ayr United P         | 34  | 34 | 14 | 6  | 14 | 65  | 73  | -8   |
| 9    | Celtic FC            | 33  | 34 | 12 | 9  | 13 | 73  | 59  | +14  |
| 10   | Partick Thistle FC   | 32  | 34 | 14 | 4  | 16 | 54  | 78  | -24  |
| 11   | Raith Rovers         | 31  | 34 | 14 | 3  | 17 | 64  | 62  | +2   |
| 12   | Third Lanark AC P    | 30  | 34 | 13 | 4  | 17 | 75  | 83  | -8   |
| 13   | Dunfermline Athletic | 29  | 34 | 10 | 9  | 15 | 72  | 80  | -8   |
| 14   | Saint Mirren         | 28  | 34 | 11 | 6  | 17 | 78  | 86  | -8   |
| 15   | Aberdeen FC          | 28  | 34 | 11 | 6  | 17 | 54  | 72  | -18  |
| 16   | Airdrieonians        | 28  | 34 | 11 | 6  | 17 | 56  | 80  | -24  |
| 17   | Stirling Albion FC   | 22  | 34 | 7  | 8  | 19 | 55  | 72  | -17  |
| 18   | Arbroath FC P        | 15  | 34 | 4  | 7  | 23 | 38  | 106 | -68  |

| Légende : Qualifications et relégations | Légende : Qualifications et relégations                                |
| --------------------------------------- | ---------------------------------------------------------------------- |
|                                         | Champion d'Écosse. Qualifié pour la Coupe d’Europe des clubs champions |
|                                         | Relégation en deuxième division                                        |
|                                         | T : Tenant du titre C : Vainqueur de la Coupe d'Écosse P : Promus      |

## Bilan de la saison
| Tableau d'Honneur                |                     |
| Compétition                      | Vainqueur           |
| Championnat d'Écosse de football | Heart of Midlothian |
| Coupe d'Écosse de football       | Rangers FC          |

| Promotions et relégations |                                |
| Promus                    | Dundee United Saint Johnstone  |
| Relégués                  | Arbroath FC Stirling Albion FC |

## Statistiques

### Meilleur buteur
1. Joe Baker, Hibernian FC, 42 buts